# Richard Wharton
Richard Wharton (Chicago, 21 marzo 1954) è un attore statunitense.
È famoso per il ruolo del dottor Wilhelm Rolf nella soap opera Il tempo della nostra vita.

## Biografia
Richard Wharton nasce il 21 marzo 1954 a Chicago nell'Illinois.

### Carriera
Wharton inizia la sua carriera nel 1986 nel film Una perfetta coppia di svitati. Nel corso della sua carriera appare in diversi film come Vendetta trasversale, Gli uomini della mia vita, Il cacciatore di teste, AAA cercasi fidanzata disperatamente, Dragon Storm, The New Partridge Family, Distruzione dal cielo, What We Do Is Secret, Sound of My Voice, 7 psicopatici, Thor: The Dark World,The Nowhere Inn e in diverse serie tv come Le inchieste di Padre Dowling, Streghe, Will & Grace, Buffy l'ammazzavampiri, Fantasmi, Star Trek: Enterprise, Carnivàle, The Drew Carey Show, Deadwood, Drake & Josh, I Finnerty, CSI - Scena del crimine, Six Feet Under, Six Feet Under, The Comeback, Crossing Jordan, E alla fine arriva mamma, Studio 60 on the Sunset Strip, Numb3rs, Nip/Tuck, Febbre d'amore, Dirty Sexy Money, 10 cose che odio di te, The Mentalist, CSI: Miami, Torchwood, Rob, Common Law, Bones, Guides, Ray Donovan, Newsreaders, Mike & Molly, Rizzoli & Isles, Major Crimes, Roadies, NCIS - Unità anticrimine, Girlboss, Criminal Minds, The Affair - Una relazione pericolosa, The Politician, Silicon Valley, Mixed-ish, All American, Hacks e  I Think You Should Leave with Tim Robinson. Nel 2022 entra nel cast della soap opera Il tempo della nostra vita nel ruolo del dottor Wilhelm Rolf, ruolo che ricopre fino al 2024.

## Filmografia

### Cinema
- Una perfetta coppia di svitati (1986)
- Vendetta trasversale (1989)
- Gli uomini della mia vita (1990)
- Il cacciatore di teste (1991)
- AAA cercasi fidanzata disperatamente (2001)
- Dragon Storm (2004)
- The New Partridge Family (2005)
- Distruzione dal cielo (2005)
- What We Do Is Secret (2007)
- Sound of My Voice (2011)
- 7 psicopatici (2012)
- Thor: The Dark World (2013)
- The Nowhere Inn (2020)

### Televisione
- Le inchieste di Padre Dowling - serie TV, 1 episodio (1987)
- Streghe - serie TV, 1 episodio (2000)
- Will & Grace - serie TV, 1 episodio (2000)
- Buffy l'ammazzavampiri - serie TV, 2 episodi (2001)
- Fantasmi - serie TV, 2 episodi (2002)
- Star Trek: Enterprise - serie TV, 1 episodio (2002)
- Carnivàle - serie TV, 1 episodio (2003)
- The Drew Carey Show – serie TV, 2 episodi (2002-2004)
- Deadwood – serie TV, 1 episodio (2004)
- Drake & Josh – serie TV, 1 episodio (2004)
- I Finnerty - serie TV, 1 episodio (2004)
- CSI - Scena del crimine - serie TV, 1 episodio (2005)
- Six Feet Under - serie TV, 1 episodio (2005)
- The Comeback - serie TV, 1 episodio (2005)
- Crossing Jordan - serie TV, 1 episodio (2006)
- E alla fine arriva mamma - serie TV, 1 episodio (2006)
- Studio 60 on the Sunset Strip - serie TV, 1 episodio (2007)
- Numb3rs - serie TV, 1 episodio (2007)
- Nip/Tuck - serie TV, 1 episodio (2007)
- Febbre d'amore – soap opera (2008-2009)
- Dirty Sexy Money – serie TV, 1 episodio (2009)
- 10 cose che odio di te – serie TV, 1 episodio (2009)
- The Mentalist - serie TV, 1 episodio (2011)
- CSI: Miami - serie TV, 1 episodio (2011)
- Torchwood - serie TV, 1 episodio (2011)
- Rob - serie TV, 1 episodio (2012)
- Common Law - serie TV, 1 episodio (2012)
- Bones - serie TV, 1 episodio (2012)
- Guides - serie TV, 6 episodi (2012-2014)
- Ray Donovan - serie TV, 1 episodio (2013)
- Newsreaders - serie TV, 1 episodio (2014)
- Mike & Molly – serie TV, 1 episodio (2015)
- Rizzoli & Isles – serie TV, 1 episodio (2015)
- Major Crimes – serie TV, 1 episodio (2016)
- Roadies - serie TV, 1 episodio (2016)
- NCIS - Unità anticrimine - serie TV, 1 episodio (2016)
- Girlboss - serie TV, 3 episodi (2017)
- Criminal Minds - serie TV, 1 episodio (2018)
- The Affair - Una relazione pericolosa - serie TV, 1 episodio (2019)
- The Politician - serie TV, 3 episodi (2019)
- Silicon Valley - serie TV, 1 episodio (2019)
- Mixed-ish - serie TV, 1 episodio (2021)
- All American - serie TV, 1 episodio (2021)
- Hacks - serie TV, 1 episodio (2021)
- I Think You Should Leave with Tim Robinson - serie TV, 1 episodio (2021)
- Il tempo della nostra vita - soap opera (2022-2024)

## Doppiatori italiani
Nelle versioni in italiano delle opere in cui ha recitato, Richard Wharton è stato doppiato da:
- Guido Sagliocca in Carnivàle
- Claudio Ridolfo in How I Met Your Mother
- Domenico Brioschi in Nip/Tuck
- Nicola Marcucci in Rizzoli & Isles
- Franco Zucca in Major Crimes
- Gerolamo Alchieri in Girlboss
- Toni Orlandi in Criminal Minds
- Manfredi Aliquò in The Affair - Una relazione pericolosa
- Fabrizio Pucci in The Politician